# Лепавіна
46°05′ пн. ш. 16°40′ сх. д. / 46.09° пн. ш. 16.67° сх. д.
Лепавіна (хорв. Lepavina) — населений пункт у Хорватії, у Копривницько-Крижевецькій жупанії у складі громади Соколоваць.

## Населення
Населення за даними перепису 2011 року становило 200 осіб.
Динаміка чисельності населення поселення: